# The Crossings, Florida
The Crossings är en ort (CDP) i Miami-Dade County, i delstaten Florida, USA. Enligt United States Census Bureau har orten en folkmängd på 22 758 invånare (2010) och en landarea på 9 km².